# Омиљени пар
Омиљени пар (енгл. America's Sweethearts) је америчка романтична комедија из 2001. године.

## Улоге
| Глумац            | Улога               |
| ----------------- | ------------------- |
| Џулија Робертс    | Кетлин Кики Харисон |
| Били Кристал      | Ли Филипс           |
| Кетрин Зита-Џоунс | Гвен Харисон        |
| Џон Кјузак        | Еди Томас           |
| Стенли Тучи       | Дејв Кингмен        |
| Хенк Азарија      | Хектор Горгонзолас  |
| Кристофер Вокен   | Хол Вејдмен         |
| Сет Грин          | Дени Вокс           |